# まだ見ぬ父へ、母へ・魂で歌う青い海〜全盲のテノール歌手・新垣勉の軌跡
『まだ見ぬ父へ、母へ・魂で歌う青い海〜全盲のテノール歌手・新垣勉の軌跡』は、2007年12月21日にフジテレビジョン系で21:00 - 22:52に放送されたテレビドラマ。同系列の金曜プレステージのクリスマス特別企画の枠で放映された。
失明により、ドラマ脚本から遠ざかっていた布勢博一が自らと同じ全盲の歌手のドラマを描いたことで話題となった。
テノール歌手・新垣勉が不遇の中で音楽に生きる道を見出す半生を描いている。
ドラマの最後には新垣本人が登場してコメントを寄せている。

## キャスト
- 新垣勉 : 小池徹平（子ども時代：高橋平）
- かまど : いしだあゆみ
- ツネコ : 麻生祐未
- 金城明弘 : 中尾明慶
- 勇吉 : 平山広行
- 三宅節子 : 市毛良枝
- 島袋医師 : 清水紘治
- 岸部知子 : 朝加真由美
- 上原牧師 : 佐戸井けん太
- 稲富 : 小林すすむ
- 石橋英雄 : 中村俊太
- 中山教授 : 深沢敦
- バランドーニ : パンツェッタ・ジローラモ
- 教会の女性 : 酒井麻吏

## スタッフ
- 脚本 - 布勢博一
- プロデュース - 喜多麗子
- 演出 - 平野眞